# Isleria guttata
Isleria guttata là một loài chim trong họ Thamnophilidae.